# Lobocleta pimacoata
Lobocleta pimacoata là một loài bướm đêm trong họ Geometridae.